# إلحاد متطرف
الإلحاد المتطرف أو الإلحاد المسلح (بالروسيَّة: воинствующий атеизм) هو مصطلح يطلق على الملحدين الذي يعارضون الديانة بنشاط. ولدى العديد من الملحدين المسلحين رغبة في نشر الإلحاد، ويختلف الملحدون المسلحون عن الملحدين المعتدلين في نظرتهم السلبيَّة للدين. كان الإلحاد المسلح جزءًا لا يتجزأ من المادية الماركسية اللينينية، وكان له تأثيرًا كبيرًا خلال الثورة الفرنسية، وخلال تبني عقيدة إلحاد الدولة في الاتحاد السوفيتي، والثورة الثقافية البروليتارية الكبرى. ويعود استخدام مصطلح الملحد المسلح للمرة الأولى إلى عام 1882 على الأقل، وتم تطبيقه على المفكرين السياسيين.
في الآونة الأخيرة، استخدم مصطلح «الملحد المتطرف»، في كثير من الأحيان بشكل مزاجي، لوصف الملحدين مثل ريتشارد دوكينز وكريستوفر هيتشنز وسام هاريس ودانيال دينيت وفيكتور شتينجر. وقد انتقد بعض النشطاء التسمية مثل ديف نيوس، الذين يشعرون أن هذا المصطلح يستخدم عشوائيًا لوصف «الملحد الذي لديه الجرأة للتساؤل علنًا عن السلطة الدينية أو التعبير صراحة عن آرائه حول وجود الله».

## مفهوم
يصف الفيلسوف البريطاني والصحافي البريطاني جوليان باجيني في كتابه الصادر عن جامعة أوكسفورد بعنوان "الإلحاد"، الإلحاد المتطرف أو العدائي بأنه "يتطلب أكثر من مجرد خلافًا قويًا للدين - فهو يتطلب شيئًا يشهد على الكراهية ويتسم بالرغبة في القضاء على جميع أشكال المعتقدات الدينية". ويواصل باغيني بأنَّ "الملحدين المسلحين" يميلون إلى تقديم واحد أو كل من الإدعاءين الأول هو أن الدين هو كاذب أو هراء بشكل واضح، والثاني هو أنه عادة ما يكون أو ضارًا. وفقًا لبجيني، فإن الإلحاد المتطرف أو المُسلح "وجد في الاتحاد السوفياتي وتميزت بفكرة أنها أفضل طريقة لمواجهة الدين من خلال "القمع وجعل الإلحاد العقيدة الرسمية".
يقول الفيلسوف كيري س. والترز أن الإلحاد المسلح يختلف عن الإلحاد المعتدل لأنه يرى أن الاعتقاد بوجود الله فكرة خبيثة أو سامَّة. وعلى نفس المنوال، يعتبر الإلحاد المسلح، وفقًا للعالم اللاهوتي كارل راينر، عقيدة تهدف من أجل سعادة الجنس البشري، ومقاومة كل دين باعتباره انحرافًا ضارًا؛ ويختلف الإلحاد "المسلح" عن الفلسفة "النظرية" "الإلحادية، والذي بحسبه، قد تكون متسامحة.
الجذور اللاهوتية للإلحاد المسلح يمكن العثور عليها في فكر فريدريك شليرماخر، وليو شتراوس، ولودفيغ فويرباخ، وكذلك في نقد الدين لكل من كارل ماركس وفريدريك إنجلز. في ظل الأنظمة التي تبنت الإلحاد المسلح، مثل ألبانيا تحت حكم أنور خوجة وكمبوديا في ظل الخمير الحمر، حيث تم حظر الدين التقليدي، وعندما انتهاء موجة الإلحاد المسلح، ظهر الدين التقليدي مرة أخرى مع قوة لم تتقلص عندما سمحت الظروف للتعبير عن القاعدة الشعبية للهويات الدينيَّة.

## الوضعية

### تشيكوسلوفاكيا
عندما استولى الشيوعيون على السلطة في تشيكوسلوفاكيا السابقة في فبراير 1948، كان جزء من جدول أعمالهم أيضًا محاربة «العدو الأيديولوجي الخطير الذي يحمل نفوذًا هائلاً على الجماهير». وهكذا، تم الإستيلاء على الأديرة من قبل الأمن القومي التشيكوسلوفاكي خلال ثلاثة ليالي دعيت باسم «الليالي البربريَّة» في عام 1950. في المجموع، تم نقل 3,142 شخصًا بالقوة إلى الأديرة المركزة. وتحولت الأديرة عمليًا إلى معسكرات للسجن أو معسكرات عمل مضمونة بحراس ونظام صارم يهدف إلى «إعادة التربية السياسية» للرهبان. وقد صادرت الدولة مباني الأديرة البالغ عددها 213 مبنى، كما أن محتويات العديد من المكتبات الثمينة القديمة التي نجت حتى من هجمات التتار التركية في العصور الوسطى قد ضاعت أو استخدمت لإنتاج الورق المقوى.
في عام 1957 اعتقل الأمن القومي التشيكوسلوفاكي عدد من الطلاب الجامعيين في بلدة كوشيتسه على خلفية تجمعهم لدراسة الكتاب المقدس. وأدت التحقيقات التي تلت ذلك إلى اعتقالات أخرى للمسيحيين ورفع دعاوى قضائية في عام 1959 مع جلسات استماع غير علنية وتغطية من قبل وسائل الإعلام التي تسيطر عليها الدولة. وأثارت الصحف القضية تحت عنوان «السم في الذهب»، «الطوائف تقضي على التفكير في الشباب» و«تقرير عن المحاكمة مع الصليبيين الأزرق» (الصليب الأزرق كانت جمعية مسيحيَّة تقشفيَّة لمكافحة الإدمان على الكحول). وتم أعتقال جمعية أعضاء الصليب الأزرق بتهمة «نشر أيديولوجية مسيحية معادية» تتناقض مع الأيديولوجية الماركسية العلمية. وحكم عليهم عملاً بالفقرة المتعلقة بتخريب الجمهورية. وفي الوقت نفسه، وتمت مصادرة مراسلاتهم الشخصية وآلات الكتابة الخاصة بهم والأدب المسيحي، خاصة تلك التي كتبتها الكاتبة الوطنية كريستينا رويوفا، والتي دُعيت باسم كيركغور السلوفاكيَّة.

### قرغيزستان
في عام 1929، عندما أنشأ المسؤولون السوفياتيين جمعية الملحدين المسلحين الماركسيين في الجمهورية القيرغيزية السوفيتية الاشتراكية، حُرم أكثر من 1,800 من رجال الدين - من الكهنة المسيحيين، والحاخامات اليهود، والملالي المسلمين - من حقوقهم اللإنتخابية. وعلى الرغم من هذا، تعبَّد اليهود في سرية.

### مولدوفا
في جمهورية مولدوفا السوفيتية الاشتراكية، وفقًا لمايلا روبيلا، خلال «عدة عقود من الإلحاد المسلح الذي رعته الدولة، استخدمت أساليب جذرية» لحظر «التعبير عن الحياة الدينية». وشملت هذه الأساليب «التدمير القسري للآثار الدينية، وتصفية الكنائس، والترحيل الجماعي للمؤمنين من مختلف الديانات إلى سيبيريا».

### الثورة الفرنسية

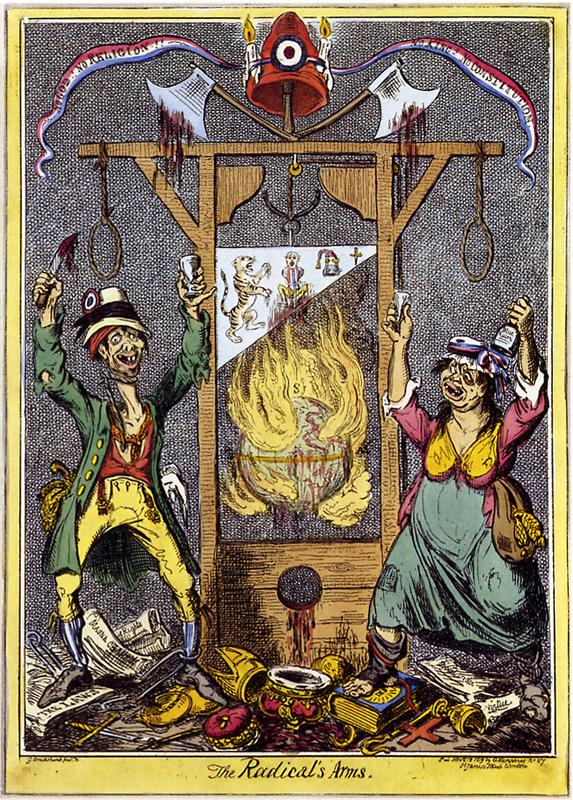
كاريكاتير من عام 1819، بريشة الكاريكاتوري جورج كرويكشانك. تحت عنوان «الأسلحة الراديكالية»، كما إنه يصور المقصلة سيئة السمعة. «لا إله! لا دين! لا ملك! لا دستور!».

كثيرًا ما اتهم كُتَّاب مكافحة التنوير الفلاسفة بالإلحاد المسلح الذي يسعى إلى تدمير الكنيسة المسيحية والشكل الملكي للحكم. وكان اثنان من الملحدين المُسلحين البارزين في الثورة الفرنسية من بينهم جاك-رينيه ايبير وبارون أنشارسيس كلوتس؛ والذين كانوا من أبرز المدافعين عن حملة معادة المسيحية في فرنسا، كلوتس كما يقول ليستر ماكغراث لم يؤمن بالتسامح الديني. وقد دافع بقوة عن العقيدة الإلحادية التي أعلن عنها رسميًا في 10 نوفمبر 1793. وفقًا إلى جيمس غراي، كان لتوماس هولكروفت، الملحد الإنجليزي المسلح، له دور أساسي في تأسيس جمعية لندن المقابلة في عام 1792، والتي كان هدفها الرئيسي التواصل مع العناصر الراديكالية في باريس في نفس العام.

### جمهورية الصين الشعبية والثورة الثقافية
جمهورية الصين الشعبية هي دولة ملحده رسميًا، كما يتم تأييد الإلحاد وتعزيزه من قبل الحزب الشيوعي الصيني الحاكم. وعندما أنشئت جمهورية الصين الشعبية، أجبر الموظفين الملحدين المسلحين الحزب على فرض الرقابة على الموارد الدينية والحد من هويتها. ونتيجة لذلك، طُرد المبشرين الأجانب من البلاد. وعلاوة على ذلك، تم اختيار الديانات الكبرى بما فيها البوذية والطاوية والإسلام والمسيحية في الجمعيات الوطنية، في حين وصفت الطوائف الصغيرة بأنها منظمات رجعية ومن ثم حظرت.
ومع ذلك، خلال الثورة الثقافية، بذل شكل جديد من الإلحاد المسلح جهودًا كبيرة للقضاء على الدين تمامًا. وفي ظل هذا الإلحاد المسلح الذي تبناه ماو تسي تونغ، أغلقت بيوت العبادة؛ ودمرت المعابد البوذية والمعابد الطاوية والكنائس المسيحية والمساجد الإسلامية؛ وتحطمت القطع الأثرية الدينيَّة؛ وأحرقت النصوص المقدسة. وعلاوة على ذلك، كان ممنوع امتلاك قطع أثرية دينية أو نصوص مقدسة. ومع ذلك، بعد وفاة ماو تسي تونغ في عام 1976، عادت العديد من السياسات السابقة نحو الحرية الدينية على الرغم من أنها محدودة وضيقة، حيث أنَّ الدين يُنظم عن كثب من قبل الحكومة.
وفقا للفيلسوف جوليا تشينغ، فقد رأى جيانغ زيمين، الأمين العام للحزب الشيوعي الصيني، أن دين فالون غونغ يُشكل تهديدًا أيديولوجيًا للإلحاد المسلح والمادية التاريخية. ومع ذلك، كت فنغانغ يانغ، وهو أستاذ في جامعة بيردو، أنَّ «النظرة السائدة حول الدين قد ابتعدت عن الإلحاد المسلح إلى نهج أكثر علميَّة وموضوعيَّة وبالتالي أكثر توازنًا للدين».

### سياسة

#### تاريخ
يصف عالم الاجتماع رودني ستارك توماس هوبز والمصدرين الآخرين للدراسة «الاجتماعية» العلمية للدين «بكونهم» خصوم ملحدين مسلحين حيث «كان الإلحاد المسلح... مدفوعًا جزئيًا بالسياسة». وقد وُصف الناشط السياسي تشارلز برادلو في القرن التاسع عشر بالملحد المتشدد من قبل العديد من المؤلفين، وكثيرًا ما ينسب إليه باعتباره الملحد الأول المسلح في تاريخ الحضارة الغربية. وقد تم تطبيق هذا المصطلح أيضًا على المفكرين السياسيين الآخرين في القرن التاسع عشر مثل لودفيغ فويرباخ، وآني بيزنت، وأرتور شوبنهاور.
وقد ظرت حركة من الملحدين المسلحين عرفت باسم هولباخيانز، وكانوا من تلاميذ الملحد البارز بارون دي هولباخ، حيث عارضت الحركة كل من اليهودية والمسيحية وال[[ربوبية قرر الزعيم الديني البولندي ستيفان ويزنسكي خلال فترة سجنه (1953-1956) «الدفاع عن إيمان الأمة البولنديَّة ضد الإلحاد المسلح عن طريق سلطة مريم العذراء».
في عام 1952 كتب الفيلسوف هربرت شنايدر في كتابه "الدين في القرن العشرين أمريكا" عن "الملحدين القليلين المتبقين أو المتقاعدين الذين يعارضون بإستمرار... انتهاك مبدأ "الكنيسة الحرة في دولة حرة" في الولايات المتحدة بعد الحرب العالمية الثانية.

#### الحركة الإشتراكية الإيطالية
كان بينيتو موسوليني ملحدًا مسلحًا في حياته المبكرة. مثل غيره من الاشتراكيين اعتمد موسوليني الإلحاد المسلح للحزب الاشتراكي الإيطالي. في حياته في وقت لاحق، ومع ذلك، وقع موسوليني كونكوردات مع الكنيسة من أجل الاقتراب مع الأساقفة من أجل مباركة اللافتات الفاشية.

## الوضع الحالي

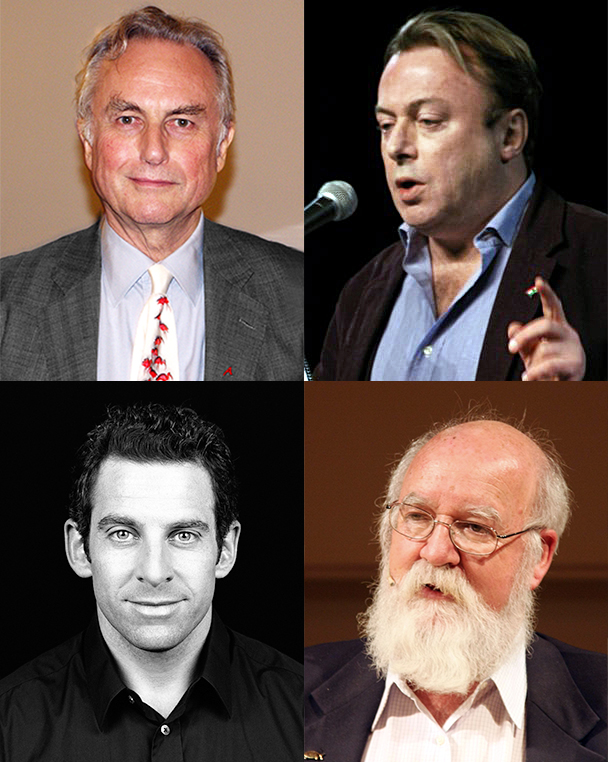
أبرز ملحدين حركة الإلحاد الجديد: ريتشارد دوكينز، وكريستوفر هيتشنز، وسام هاريس، ودانيال دينيت، كثيرًا ما وصفوا بالإلحاد المسلح.

في الآونة الأخيرة أُستخدم مصطلح الملحد المتشدد، في كثير من الأحيان بشكل متزاوج، لوصف الملحدين مثل ريتشارد دوكينز، وكريستوفر هيتشنز، وسام هاريس، ودانيال دينيت وفيكتور شتينجر. يُعَّرف بول دافيس، الفيزيائي الإنجليزي، الإلحاد المسيحي على أنه شكل من أشكال معاداة الإلحاد المُسلح، ويُعرف الإلحاد المسلح بأنه موقف دوكينز وهيتشنز لإقناع الناس بأن «الله لا وجود له كأهم مهمة فكريَّة في مجتمعنا». وتحدث الظاهرة نفسها في أعمال نشرتها المجلة الأكاديمية بعنوان «الدراسات: مراجعة فصلية إيرلندية»، و«المراجعة الأدبية»، وكذلك في الأدبيات الأكاديمية، مثل نشرة دار رومان وليتلفيلد مناقشة العلمانية، ونشرة مطبعة جامعة سيدني السياسة والدين في القرن الجديد، على سبيل المثال.
وقد وُصف هؤلاء الأفراد بالملحدين المتشددين من قبل ملحدين آخرين مثل أندرو فيالا، أستاذ الفلسفة في جامعة كاليفورنيا الحكومية، والذي ذكر في ورقة نشرت في المجلة الأكاديمية "المجلة الدولية لفلسفة الدين" أنَّ "الإدعاء بأن الدين هو سام أو خبيث ويرتبط بالمشكلة النهائية مع سلالة جديدة من الملحدين المتشددين: التعصب تجاه الدين. هذه هي السمة التي تقودني إلى الإطلاق على هؤلاء الملحدين الجدد "بالمسلحين". ويعتقد فيالا أن الكثير من نقدهم للدين يقوم على الإدعاء بأن الإلحاد صحيح وأن مزاعم الدين كاذبة، وكتب أنَّ "مثل هذا النهج غالبًا ما يكون عقائديًا في تأكيده على التفوق المعرفي". وقد ندد مايكل روس، وهو ملحد وعالم أحياء بارز في جامعة ولاية فلوريدا، بالإلحاد المسلح بسبب محاولته الخلط بين الإلحاد والداروينية. بالإضافة إلى ذلك، قال بروس شيمان، وهو ملحد بارز، أنه "عندما يصور الملحدون المسلحين الدين، ينقدون كل خطأ سياسي وتنظيمي يمكن أن يعزى إليه"، ولكن "يصورون العلم بشروط مثالية، غير مصحوب بالمصالح التجارية، والتدخل السياسي". وقد قارن ريتشارد دوكينز، بدوره، مايكل روس ب"نيفيل تشامبرلين، رئيس الوزراء البريطاني المشهور بسياسة الإسترضاء تجاه ألمانيا النازية". مقالات أخرى في وسائل الإعلام الشعبية تشير إلى إلى المتحدثين الملحدين بالملحدين المتشددين.
شخصيات في القرن الحادي والعشرين في الولايات المتحدة والمملكة المتحدة وصفت بأنها ملحدة مسلحة هم مايكل نيودو. كما ويقال إن القاضية في المحكمة العليا الأرجنتينية كارمن أرجيباي تصف نفسها بأنها «ملحدة متشددة»، وقد وُصف الصحفي بول فوت بأنه ملحد متشدد. وعلاوة على ذلك، فإن الكوميدية كاثي غريفين تعرف عن نفسها على أنها ملحد متشددة، ويذكر أنه في حين أنها لا تؤمن بالله فإنها لا تهتم بما يؤمن به الآخرون.

### وسائل الإعلام
قام الصحفي تشارلز مور الكاتب في صحيفة ديلي تلغراف، بتأليف مقالاً بعنوان «ملحدون مسلحون: أذكياء جدًا من أجل مصلحتهم الخاصة»، والذي ناقش ريتشارد دوكينز، وذكر كريستوفر هيتشنز وأنتوني جرايلنج المؤلف أنَّ الحركة الإلحادية قد تكتسب خصائص «التعصب والدوغماتية والبر والاستحالة الأخلاقية لخصوم المرء». كما قال مور عن دوكنز أنه يعزز فكرة أن الإلحاد «أمر متفوق للكون». وفي الصحيفة نفسها، صنف راج بيرسود ريتشارد داوكينز على أنه ملحد متشدد، وقال إنه «أشتهر بوجهات نظر شائنة على الدين»، ومهاجمته للدين «كفيروس للعقل» و«انحدار طفولي».
ويشير محرر مجلة كوادرانت، وهي مجلة أدبية وثقافية، إلى دوكنز بهذه المصطلحات، ويقترح أن آراء دوكنز هي مثال متطرف للتعصب. يدعي الكاتب البريطاني ثيو هوبسون في صحيفة الجارديان أنَّ «الانتقادات الموجهة إلى الدين من قبل الملحدين المتشددين غالبًا ما تكون خام وقصيرة النظر». رد ريتشارد دوكينز على الانتقادات بأنه معادي للدين، قائلاً «مثل هذا العداء كما أنا أو ملحدين آخرين في بعض الأحيان صوت نحو الدين يقتصر على الكلمات» و «من السهل جدًا الخلط بين الأصولية والعاطفة، وأنا قد أظهر عاطفيًا عندما أدافع عن نظرية التطور ضد نظرية الخلق الأصولية، ولكن هذا ليس بسبب الأصولية المتنافسة من قبلي».

## نقد الموقف
تقول ميلاني فيليبس، وهي كاتبة بريطانيَّة، إن الإلحاد المسلح «ونظرته للدين قد دمر إحساسنا بأي شيء يتجاوز لحدودنا المادية وهنا والآن» وأنه «مَهَّد الطريق للهجوم على القيم الأخلاقية الأساسية... والتخويف والبلطجة لدفع هذه الأجندة إلى سياسة عامة».
كتب ديكا أيتكنهيد الكاتب في مجلة نيوستيتسمان أنَّ الحركة الإلحادية المتشددة اتهمت ب «تبني لهجة من التشدد لإبعاد المؤيدين المحتملين وتحصين اللوبي الديني».
كتب جون بولارد، وهو مؤرخ مسيحي بريطاني، أن «الإلحاد المسلح يجب أن يُقاوم من قبل الكنيسة المتشددة».
كتب سيمون بلاكبيرن أنَّ «العديد من الفلاسفة المحترفين، بمن فيهم الفلاسفة الذين ليس لديهم أي معتقدات دينية على الإطلاق، يشعرون بالحرج قليلًا، أو حتى بالانزعاج، بسبب الخلافات القابلة للذوبان بين الملحدين والدفاعيين الدينيين». وعلى الرغم من أنه لا يقدم انتقادات محددة للإلحاد المسلح، بالنسبة له، قُدم كلا الجانبين من النقاش بشكل أفضل من قبل ديفيد هيوم في حواراته المتعلقة بالدين الطبيعي، الذي نُشر بعد ذلك.
وقد انتقد بول كورتز، الذي يعتبره الكثيرون أنه مؤسس الإنسانية العلمانية، الملحدين المتشددين في «أنهم يقاومون أي جهد للانخراط في التحقيق أو النقاش» والإلحاد المسلح بأنه «مجرد عقيدة». كما وانتقد كورتز الإلحاد المسلح للإتحاد السوفيتي، حيث قال أن الحكومة السوفيتية «اضطهدت المؤمنين الدينيين، وصادرت ممتلكات الكنيسة، وأعدمت أو نفيت عشرات الآلاف من رجال الدين، وحظرت المؤمنين من الانخراط في التعليم الديني أو نشر المواد الدينية» وأشاد بميخائيل غورباتشوف ل «تفكيك هذه السياسات من خلال السماح بحرية أكبر للضمير الديني... والانتقال من الإلحاد المسلح إلى النزعة الإنسانية المتسامحة». استشهد كورتز بالالتزام «بحرية الإنسان والديمقراطية» كالفارق الأساسي للإنسانية عن الإلحاد المسلح للإتحاد السوفيتي، التي انتهكت بإستمرار حقوق الإنسان الأساسية. كما ذكر كورتز أن «الدفاع عن الحرية الدينية هو ثمين للإنساني كما هي حقوق المؤمنين».

## انتقاد المصطلح
أشارت كاثرين فهرينجر من مؤسسة الحرية من الدين إلى أن تسمية مسلح أو متشدد غالبًا ما يطبق بشكل روتيني على الملحد دون سبب وجيه - «تمامًا كما كانت صفة اللعنة مرفقة باسم يانكي خلال الحرب الأهلية».
ويقترح اللغوي لاري تراسك أن كلمة «متشدد» تستخدم بحرية تامة في الشعور الضعيف «بالتعبير عن وجهات النظر التي لا تحظى بشعبية أو التي لا أحبها». ويشير إلى أن ريتشارد دوكينز «يتهمه الصحفيين والمعلقين الآخرين بأنهم ملحد مسلح بسبب قوله إنه لا يحب الدين». ومع ذلك، وفقًا لتراسك، فإن النشاط الذي يقوم به بعض المسيحيين، مثل ضرب أبواب الغرباء «من أجل الحديث عن الكتاب المقدس»، لا يبدو أنه «يقع تحت ضمن» مصطلح المسلح أو التشدد.
كتب الفيلسوف البريطاني أنتوني جرايلنج أن التهم ضد الإلحاد المسلح هي وضوحًا من قبل المتطرفين. يقول: «عندما كان الحذاء على قدميهم أحرقونا على المحك، كل ما نقوم به هو التحدث بصراحة وبصراحة، وهم لا يحبون ذلك». كما يشبه جرايلنج «الملحد المتشدد» على أنه «جامع غير مسلح». غير أن الصحفي أوليفر بوركمان قد اقترح أن الأمر ليس هو السبب في أن جرايلنج لا يدفعه سوى السعي الحثيث إلى الحقيقة. بل هو يروج بنشاط لموقف الملحد، وليس مجرد اعترافه إيمانه بعدم وجود الله، وهذا الفعل أكثر من مجرد «ليس بجمع الطوابع».
في أسئلة مفتوحة: مفكرون متنوعون يناقشون الله والدين والإيمان، قال فيل زوكرمان: "لست متأكدًا تمامًا من الملحد المسلح، كل ملحد تحدث اليه يقول الشيء نفسه:" لا أهتم بما يعتقده الآخرون؛ أنا فقط لا أريدهم أن يجبروني عليه".